# Coronación de Nicolás II y Alexandra Feodorovna

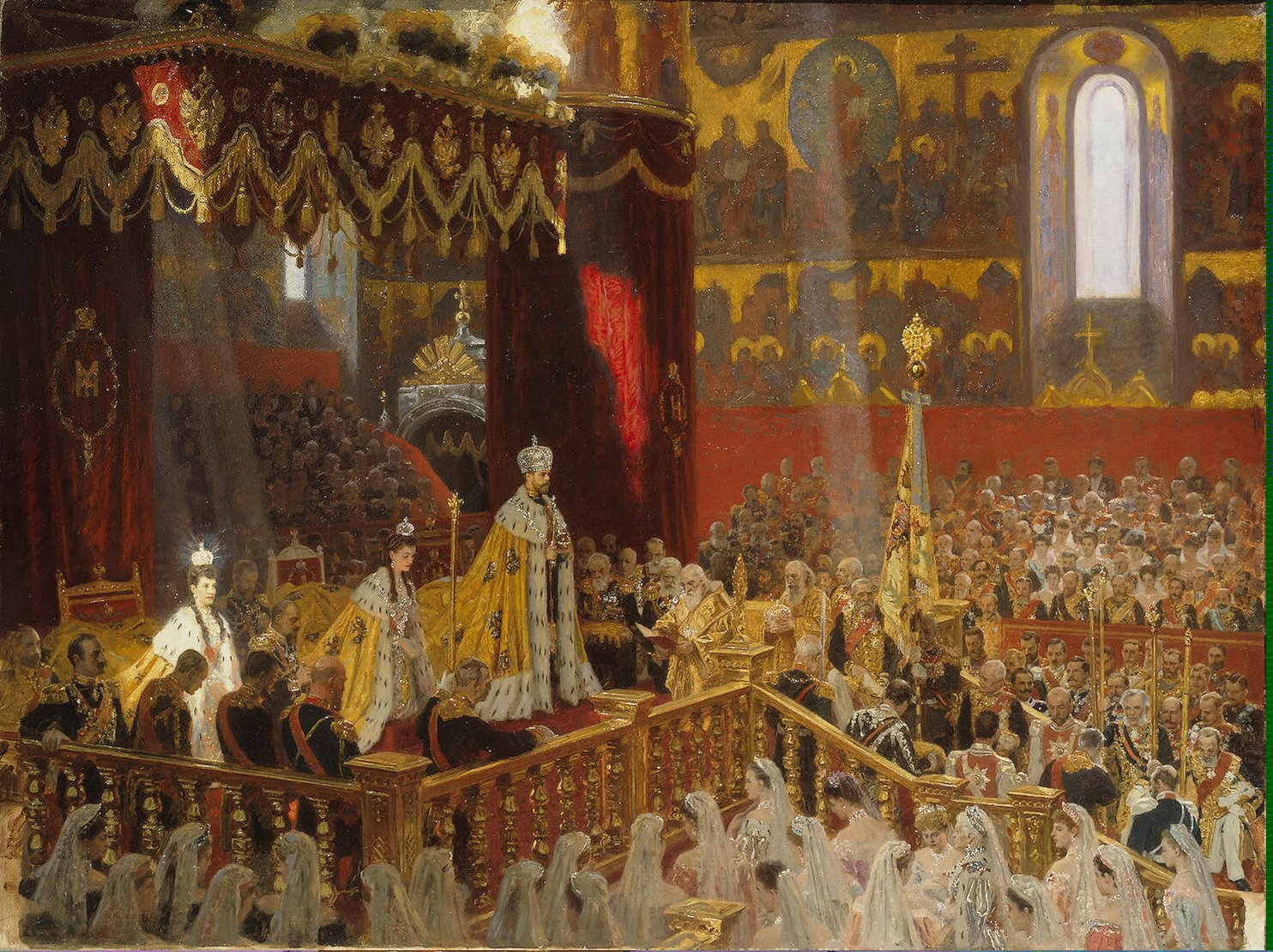
L. Tuxen. "La coronación de Nicolás II en la Catedral de la Asunción del Kremlin de Moscú el 14 de mayo de 1896". 1898. Museo Estatal del Hermitage, San Petersburgo

La coronación del emperador Nicolás II  y de su esposa, la emperatriz Alejandra Fiódorovna Románova fue la última coronación durante el Imperio ruso. Tuvo lugar el martes 14 de mayojul./ 26 de mayo de 1896greg., en la catedral de la Dormición del Kremlin de Moscú. Nicolás II, conocido en ruso como Nikolái II Aleksándrovich, fue el último emperador de Rusia.

## Preparativos y eventos relacionados
El 1 de enero (O.S., 13 de enero) de 1896, fue publicado el manifiesto «Sobre la próxima Santa Coronación de Sus Majestades Imperiales», según el cual la ceremonia de coronación se celebraría en mayo, invitando a asistir a Moscú al Senado Gobernante y a otros representantes del imperio ruso. La responsabilidad de la preparación de la coronación fue asignada al ministerio de la Corte Imperial, organizándose una comisión de Coronación y una oficina de la Coronación.

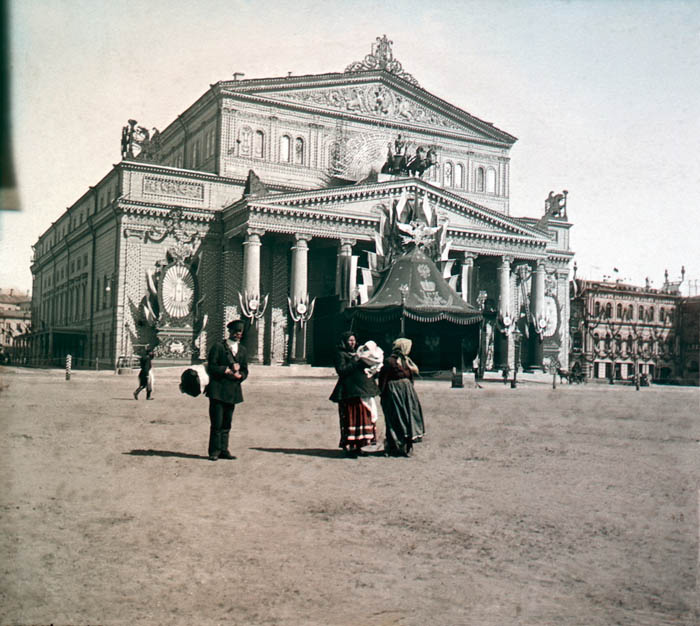
El Teatro Bolshói engalanado

Se declaró un período oficial de la coronación desde el 6 de mayo al 26 de mayo de 1896. El 25 de mayo era el cumpleaños de la emperatriz Aleksandra Fiódorovna. El 26 de mayo, se publicó un manifiesto que expresaba la gratitud del monarca a los habitantes de Moscú.
Se propuso que todas las personas que participasen en la entrada ceremonial de la pareja imperial a Moscú el 9 de mayo llegasen a Moscú a más tardar el 5 de mayo. La entrada ceremonial iba a ser desde el Palacio Petrovski en la carretera de San Petersburgo y más adelante por las calles Tverskaya-Yamskaya y Tverskaya.
Los preparativos para las celebraciones estuvieron a cargo del ministro de la Corte Imperial el conde I. I. Vorontsov-Dáshkov. El gran mariscal era el conde K. I. Palen; el maestro supremo de ceremonias iba a ser el príncipe A. S. Dolgorúkov. Los deberes del heraldo fueron realizados por E. K. Pribylski, un funcionario del Senado. Se formó una unidad de coronación a partir de 82 batallones, 36 escuadrones, 9 compañías y 28 baterías, bajo el mando del gran duque Vladímir Aleksándrovich, bajo el cual se encontraba un cuartel general especial con los derechos del Estado Mayor dirigido por el teniente general N.I. Bóbrikov. Vladímir Aleksándrovich llegó a Moscú y tomó el mando el 3 de mayo de 1896.
En abril de 1896, más de 8000 libras de mesas fueron llevadas desde San Petersburgo a Moscú, pesando solamente los juegos de oro y plata hasta 1500 libras. El Kremlin estableció una estación especial de telégrafos y dispuso 150 cables telegráficos especiales para conectar todas las embajadas.

## Fiestas previas a la coronación

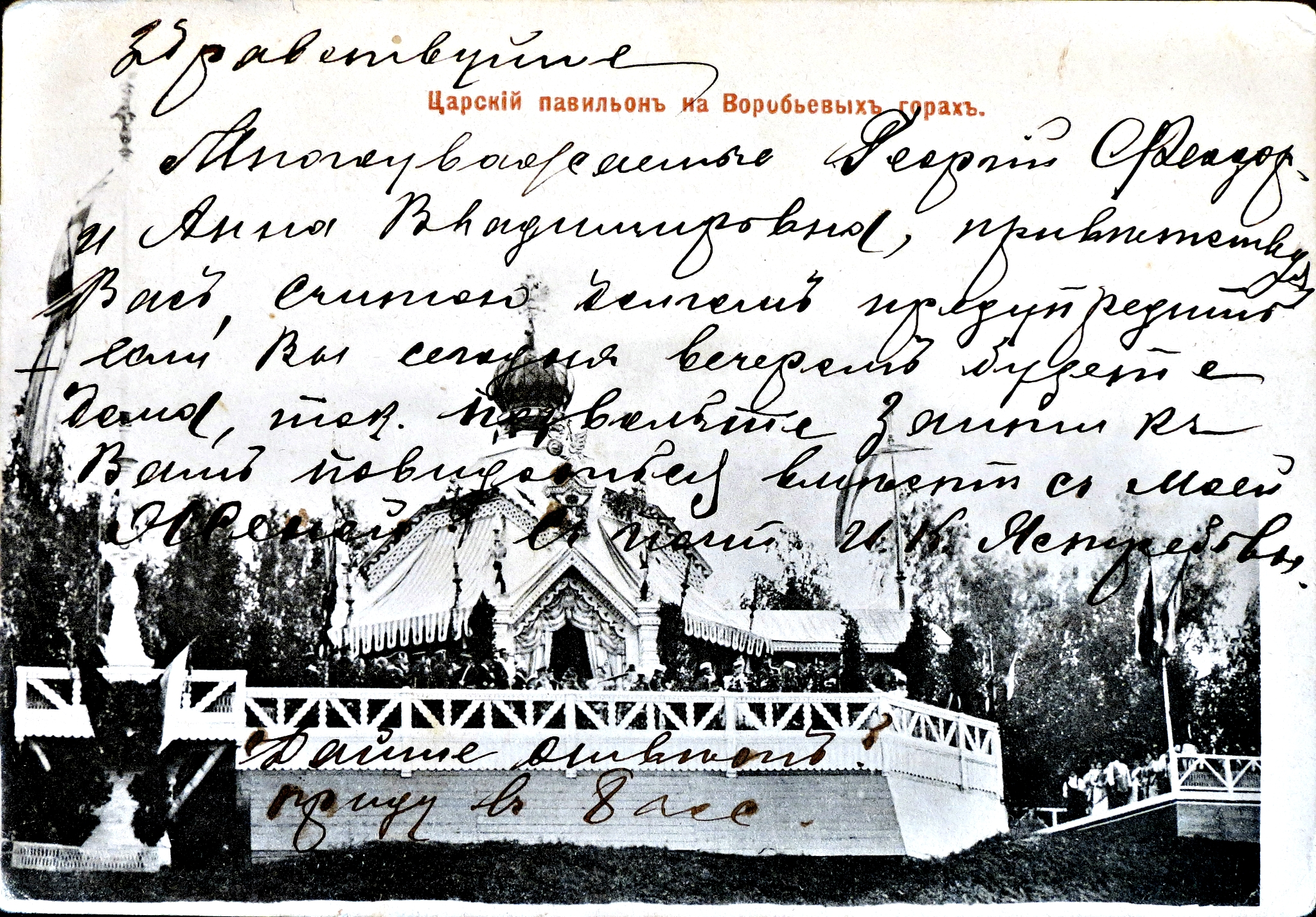
Pabellón Real en la Colina de los Gorriones. Postal de finales del.

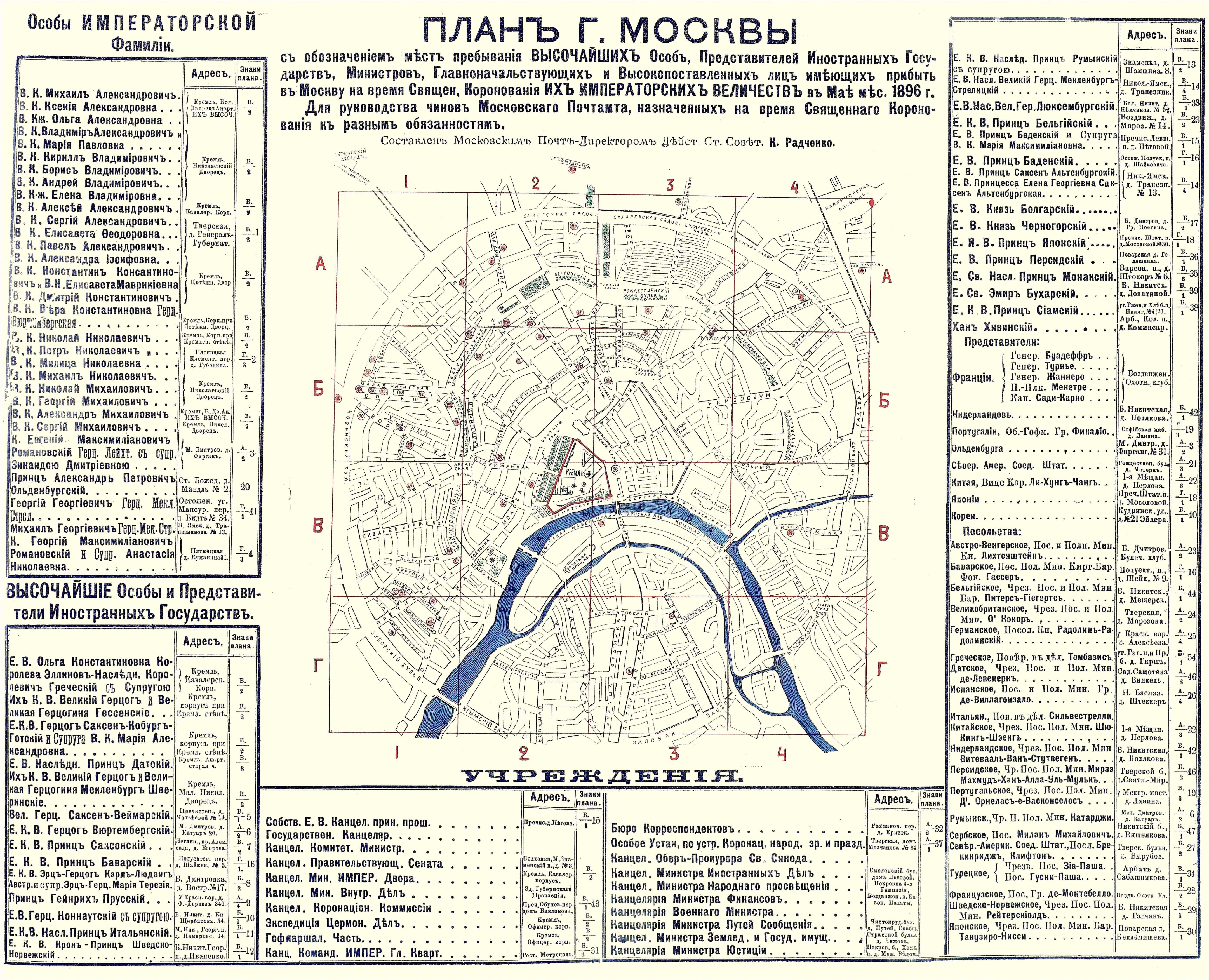
«Plano de la ciudad de Moscú con la designación de las ubicaciones de las MÁS ALTAS personas, representantes de los Estados extranjeros, Jefes y altos funcionarios que deben llegar a Moscú en el momento de la Santa Coronacion de Sus Majestades Imperiales en mayo de 1896. Para los altos funcionarios de la Oficina de Correos de Moscú, asignados durante la Santa Coronación a diversas funciones».
Redactado por el Consejero de Estado, el director de la Oficina de Correos de Moscú, K. Rádchenko

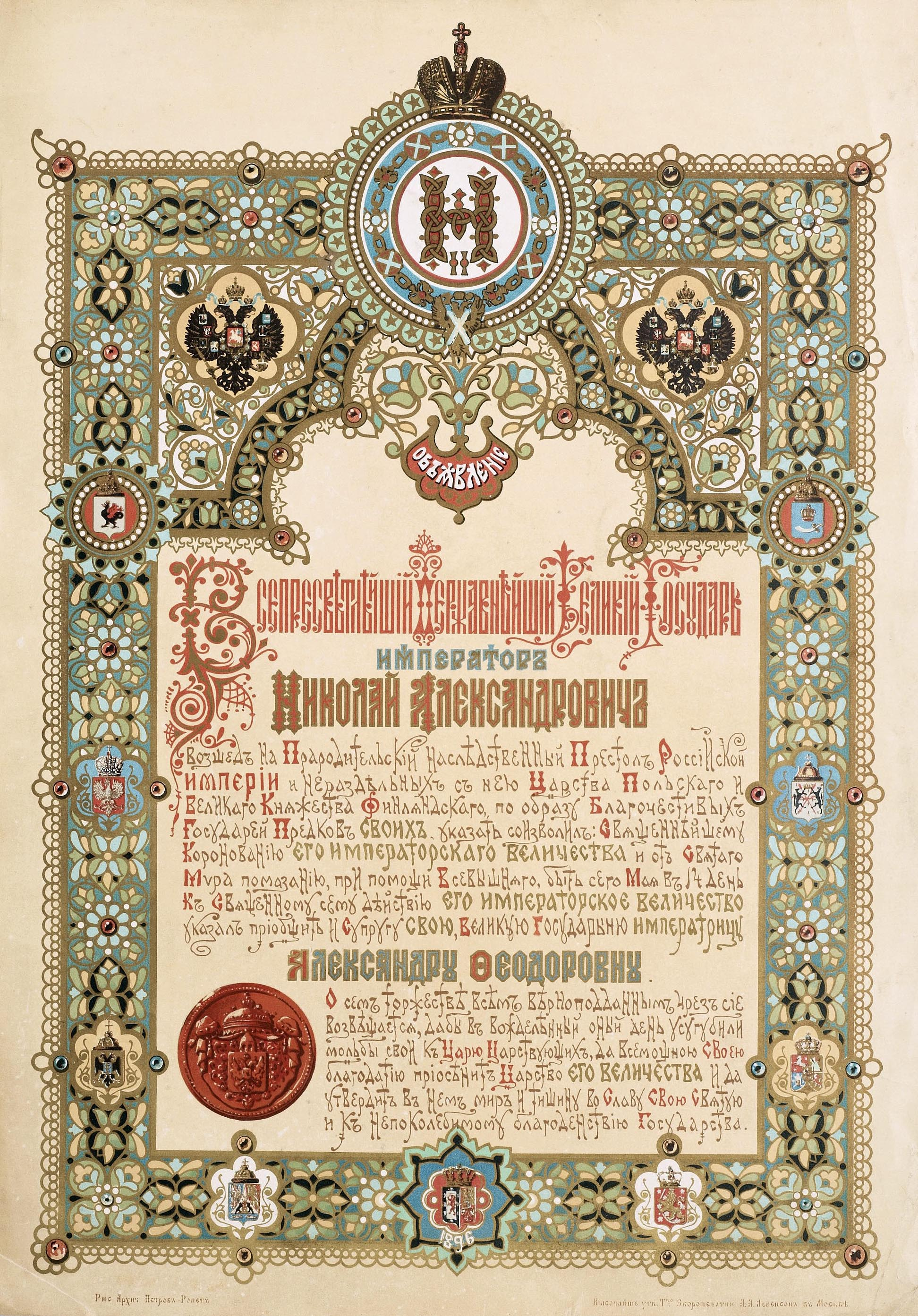
Anuncio de la Santa Coronación del emperador Nikolái Aleksándrovich (Nikolái II) y la emperatriz Alejandra Fiódorovna (Aleksandra Fiódorovna, esposa de Nicolás II)

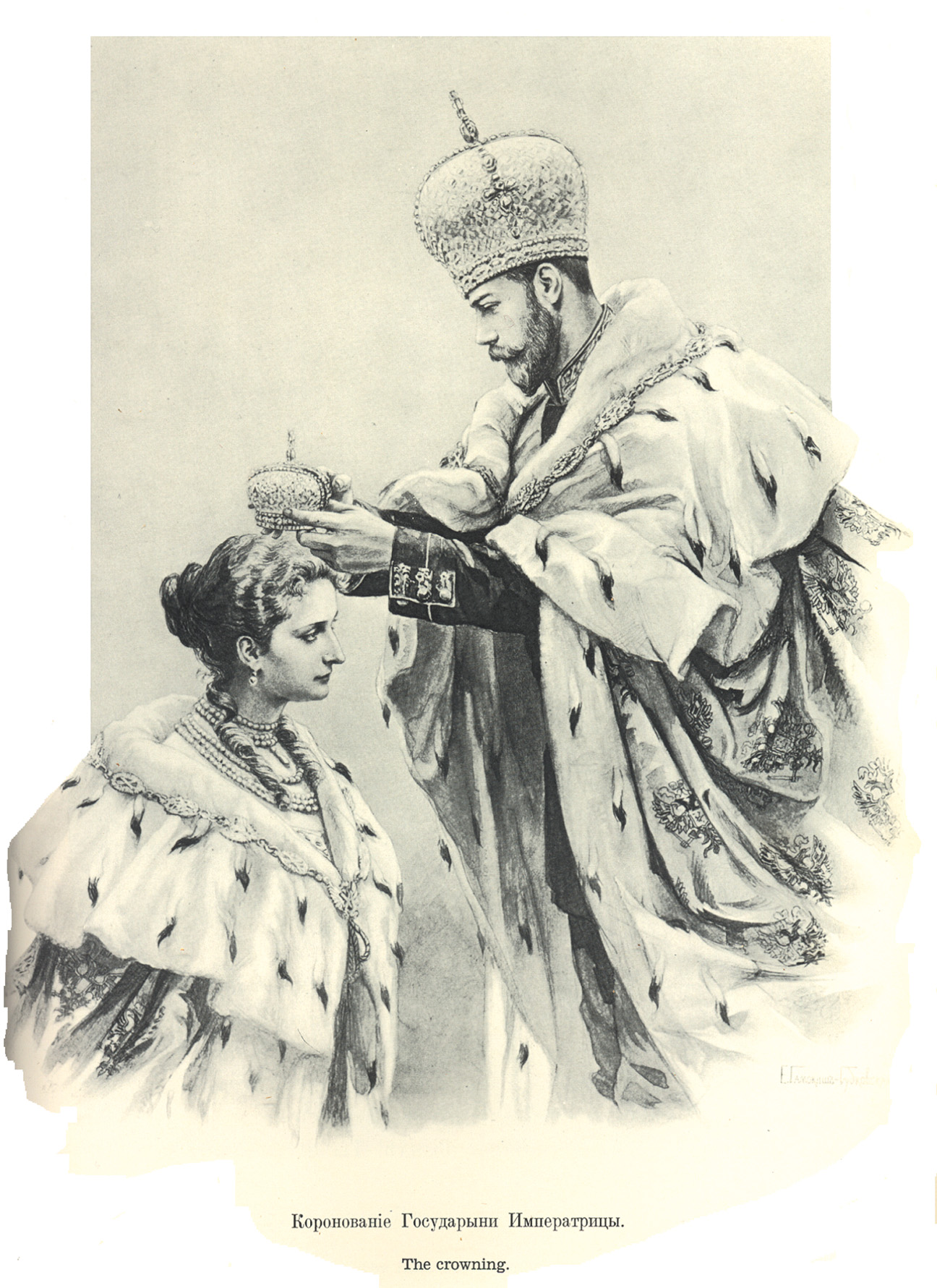
Coronación de Aleksandra Fiódorovna.

Para la coronación de los zares, en la Colina de los Gorriones fue construido el Pabellón Real desde el cual la recién coronada pareja real pudo contemplar una bella panorama de Moscú. En este lugar anteriormente se ubicó el Palacio Vorobiov que ardió durante el incendio de Moscú de 1812. A partir de 1817, en su lugar se inició la construcción de la Catedral de Cristo Salvador diseñada por Carl Magnus Witberg que fue paralizada en 1825. Finalmente, la Catedral de Cristo Salvador fue construida en las proximidades del Kremlin de Moscú según el proyecto del arquitecto Konstantín Thon. 
El 6 de mayo, cumpleaños de Nicolás II, el emperador y la emperatriz llegaron a la estación ferroviaria Brestski de Moscú, donde fueron recibidos por miembros de la familia imperial, dignatarios, funcionarios imperiales y multitud de personas. El gobernador general de Moscú, tío del emperador y esposo de la hermana de la emperatriz Isabel Fiódorovna, el gran duque Sergio Aleksándrovich llegó con la pareja, después de haberse reunido con el emperador y la emperatriz en la estación de Wedge.  Desde la estación, la pareja imperial se dirigió en un carruaje cerrado al Palacio Petrovski.
La escala y la pompa de los preparativos superaron significativamente las coronaciones anteriores.
El 7 de mayo, la pareja imperial celebró una audiencia para el emir de Bujará Seid-Abdul Ahad Khan  y su hijo heredero, así como para Su Excelencia el kan de Jiva Seid-Mogamet-Rahim-Bogadur-Khan, en el Palacio Petrovski.
El 8 de mayo, María Fiódorovna, la emperatriz viuda, llegó a la estación de tren de Smolenski y fue recibida por una gran multitud de personas.
Esa misma noche, frente al Palacio Petrovski, la pareja imperial recibió una serenata de 1200 personas, entre las que se encontraban el coro de la Ópera Imperial Rusa, estudiantes del conservatorio y miembros de la Sociedad Coral Rusa.
El 9 de mayo, tuvo lugar la entrada solemne en la ciudad. Primero venía una escolta policial, con un pelotón de gendarmes; luego venía la comitiva imperial, una hilera de carruajes con dignatarios, seguidos por guardias a caballo, la comitiva personal imperial, un centenar de los Life-Cossacks, el regimiento de Su Majestad, seis en fila, y así sucesivamente.

## Ceremonia de coronación

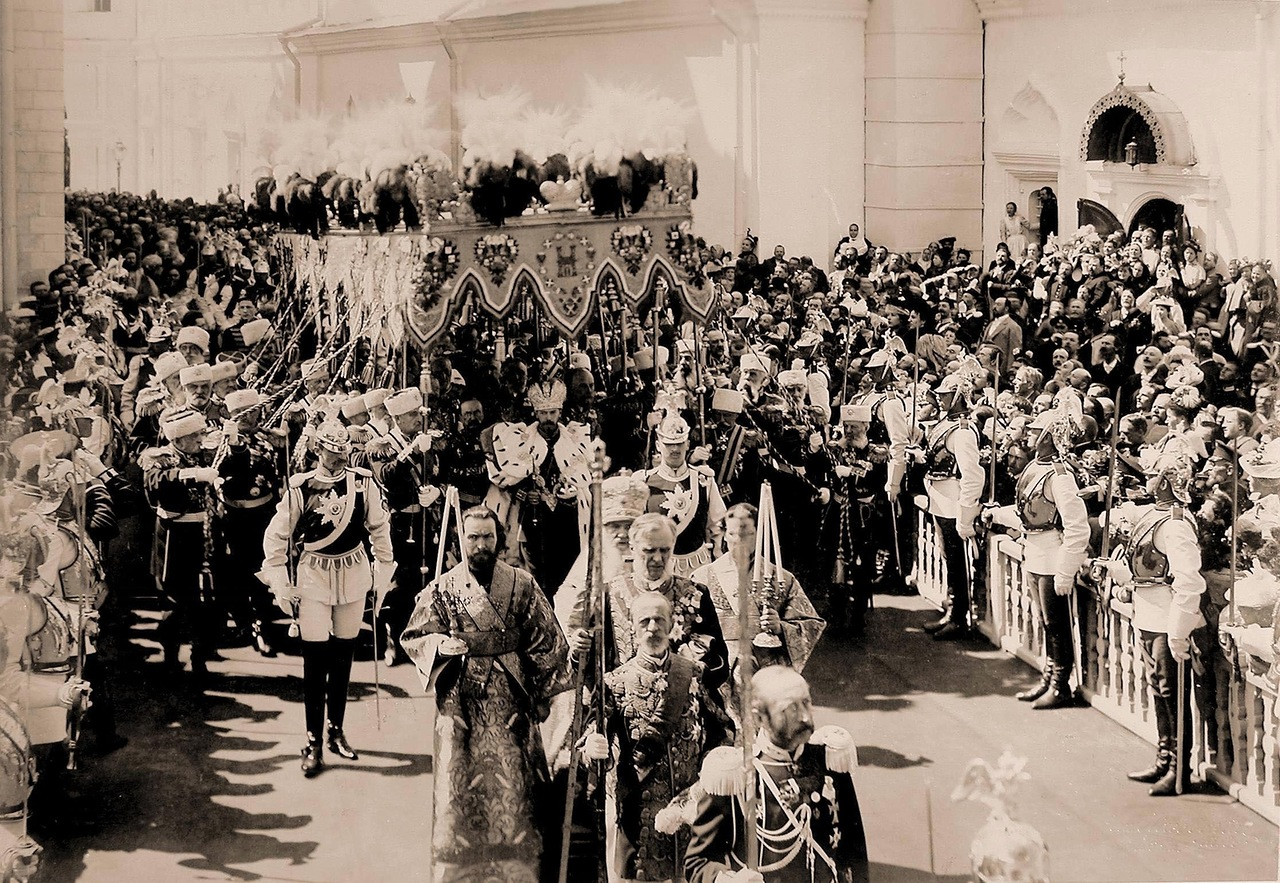
Procesión solemne saliendo de la Catedral de la Dormición del Kremlin. A la izquierda, Gustaf Mannerheim, oficial de la Guardia Leib del Regimiento de Caballería.

El 14 de mayo, el día de la Coronación, en todas las iglesias de San Petersburgo se leyó la liturgia y se rezaron oraciones de acción de gracias. Las catedrales metropolitanas no podían albergar a todos los fieles, por lo que también se rezaban oraciones en las plazas cercanas a varias catedrales y algunas iglesias, así como en la Cuadras de San Petersburgo.
La ceremonia de coronación comenzó a las 10 de la mañana,, con el emperador, su madre y su esposa sentados en tronos sobre una plataforma elevada especial instalada en el medio de la catedral. El emperador se sentó en el trono del zar Miguel Fiódorovich, la emperatriz María Fiódorovna en el trono del zar Alejo I de Rusia, y la emperatriz Aleksandra Fiódorovna en el trono del gran príncipe Iván III de Rusia.
La ceremonia fue presidida por el metropolitano Palladium, de San Petersburgo, miembro preeminente del Santísimo Sínodo Gobernante (el Sínodo en el momento de la coronación había sido trasladado a Moscú). Durante la liturgia, el metropolitano concelebró con los metropolitanos de Kiev, Ioanikiy (Rúdnev), y de Moscú, Sergius (Lyapidevski). Al final de la liturgia, el emperador y la emperatriz fueron ungidos y luego tomaron la comunión de los santos misterios en el altar. En el ministerio de la liturgia, entre otros, participó también Juan de Kronstadt.

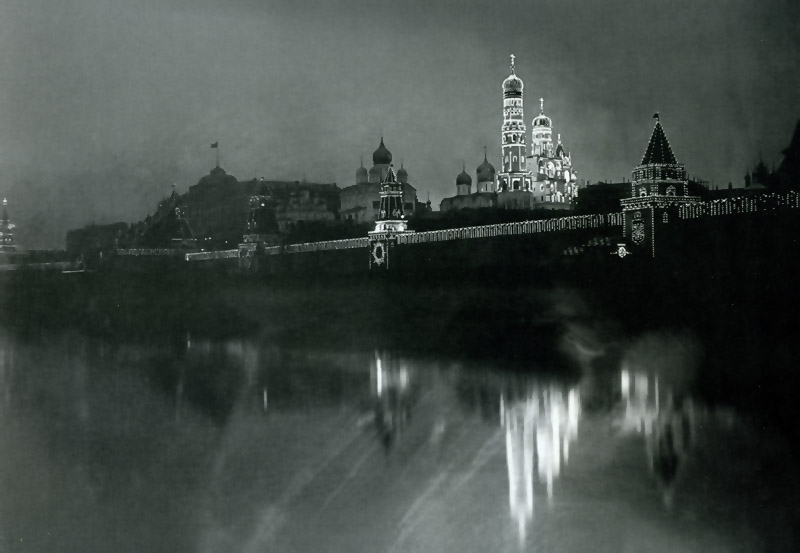
Iluminaciones en el Kremlin con ocasión de las celebraciones de la coronación

### Filmación de una película documental
La periodista francesa Camille Cerf filmó la única película documental de la coronación.

## Fiestas posteriores a la coronación
Tras la ceremonia, el mismo día, se sirvió un banquete real en el Palacio de las Facetas, en el Kremlin, al que asistieron los súbditos rusos invitados y los representantes extranjeros; y por tradición, se servía comida en otras partes del palacio. Al día siguiente, 15 de mayo (O.S.), a las 10.30 horas, tuvo lugar una recepción para los embajadores. Desde las 11:30 de la mañana hasta las 3 de la tarde, el emperador y la emperatriz aceptaron los saludos de las diputaciones de toda Rusia, en la sala del trono Andréievski.
En la mañana del 16 de mayo, en el Palacio del Kremlin se celebró el kurtag  (baile de máscaras), el primer baile que se celebró y el primero de una serie de celebraciones y bailes.

### Anotaciones en el Diario de Nicolás II
En su diario, Nicolás II describió lo que sucedió durante esos días:

Lunes, 13 de mayo

Nos despertamos con un clima maravilloso. Lamentablemente, no tuve tiempo de dar un paseo por los informes de Lobánov y Goremykin. Fui a cenar a las 11 en punto. Desayuno con mamá y D. Fredy. Caminamos con ellos. Lamentamos mucho dejar Alejandría; exactamente en el minuto cuando el clima se convirtió en verano y el verde comenzó a crecer rápidamente. A las 3 y media partimos para Moscú y nos instalamos en el Kremlin en nuestras antiguas habitaciones. Tuve que tomar revista completa del ejército de los príncipes que habían llegado. A las 7 en punto fuimos con toda la familia a la vigilia de toda la noche "Guardaré para la celosía dorada". Cené a las 8 y media con mamá y la deje temprano. Confesado en el dormitorio.
¡Que el misericordioso Señor Dios nos ayude, nos apoye mañana y nos bendiga en la vida que trabaja por la paz! 

Martes, 14 de mayo

Grande, solemne, pero día pesado en un sentido moral, para Alix, mamá y yo. Desde las 8 de la mañana ya estaban de pie; y nuestra procesión comenzó solo a las 10 y media. El clima fue afortunadamente maravilloso; el Porche Rojo representa una mirada radiante. Todo sucedió en catedral de la Asunción, aunque parece un verdadero sueño, ¡¡¡que no olvidare en toda mi vida !!! Regresó a la una y media. A las 3 en punto se repitió la misma procesión a la Camara de Facetas a la comida. A las 4 en punto todo terminó bastante bien; un alma llena de gratitud a Dios, descansé completamente después. Cené con mamá, que afortunadamente resistió toda la prueba. A las 9 en punto fue al balcón superior, desde donde Alix encendió la iluminación eléctrica sobre Iván el Grande y luego encendió sucesivamente las torres y los muros del Kremlin, así como el terraplén opuesto y Zamoskvorechye.

Nos acostamos temprano.
Diario de Nicolás II

## Fiestas populares
En la mañana del 18 de mayo, temprano, el día de la "fiesta nacional" en el campo Jodynka en los festejos en honor a la coronación, una estampida de gente dejó, según cifras oficiales, 1389 personas muertas y 1300 con lesiones graves, según fuentes no oficiales, unos 4000. El 19 de mayo de 1896, una agencia oficial del gobierno emitió un telegrama desde Moscú que decía: «Moscú, 18 de mayo. El brillante curso de las celebraciones de la coronación se vio oscurecido por un evento lamentable. Hoy, 18 de mayo, mucho antes del inicio de la celebración de la fiesta nacional, una multitud de varios cientos de miles se trasladó tan rápidamente al lugar de distribución de golosinas en el campo Khodynka, que la fuerza aplastó a una multitud de personas». Los eventos de la coronación continuaron según el programa: en particular, en la tarde del mismo día se celebró un baile en la embajada francesa. El soberano estuvo presente en todos los eventos planeados, incluyendo el baile, lo que se percibía de forma ambigua.
La tragedia de Jodynka se consideró un sombrío augurio para el reinado de Nicolás II, y, a fines del siglo XX, algunos la citaron como uno de los argumentos en contra de su canonización (2000).
El 26 de mayo, se estableció una medalla de plata conmemorativa "En memoria de la coronación del emperador Nicolás II".

## Galería

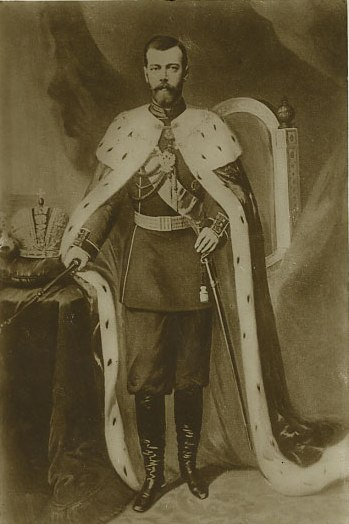
Nicolás II con el manto de la coronación
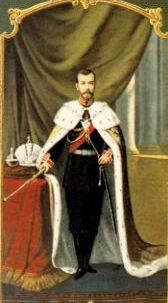
Retrato de Nicolás II
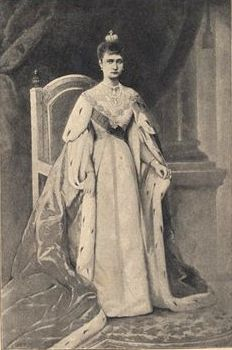
Aleksandra Fiódorovna con el manto de la coronación
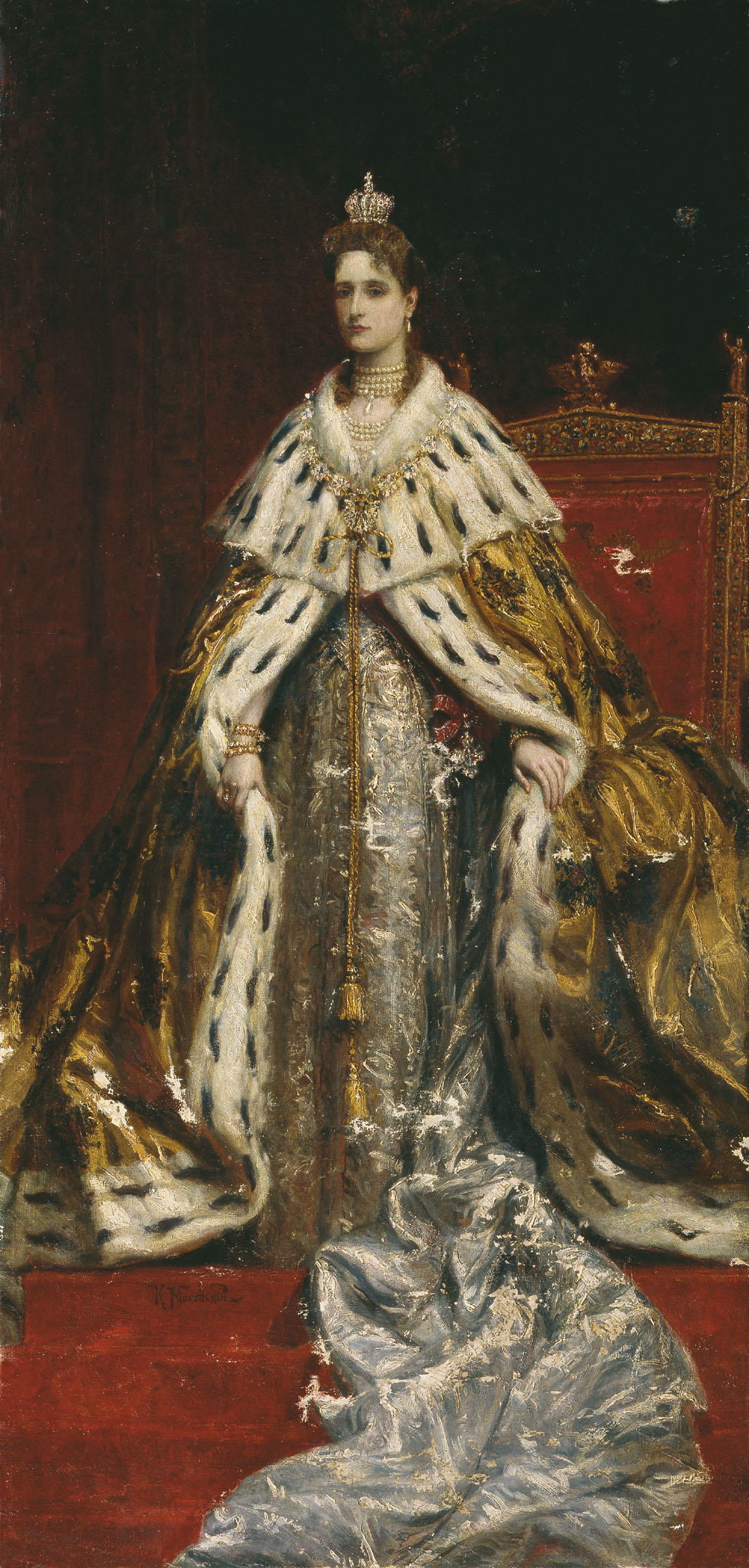
Aleksandra Fiódorovna